# Trabant 1.1

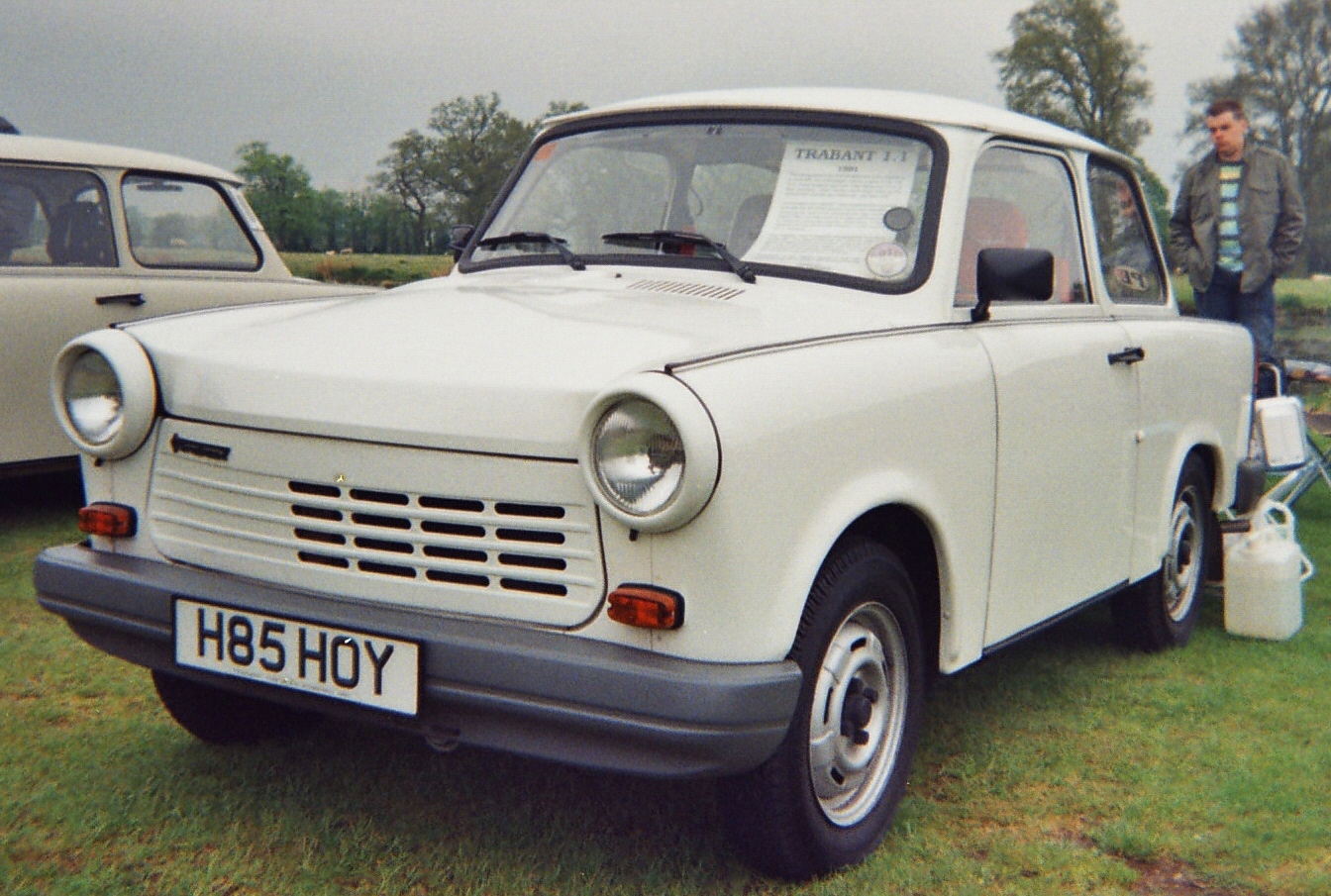
Trabant 1.1 Limousine

Trabant 1.1 är en modell från bilmärket Trabant som utvecklades av Industrieverband Fahrzeugbau i DDR och tillverkades av VEB Sachsenring. Trabant 1.1 kom att bli den sista modell av Trabant som utvecklades och den var i produktion åren 1989–1991. Bilen utrustades med en licenstillverkad Volkswagen-motor som tidigare använts i  Volkswagen Polo cl (1981–1983). Karossen konstruerades av duroplast precis som föregångaren Trabant 601 med skillnaden att motorhuven på 1.1 tillverkades av vanlig plåt. Namnet kom från 1,1-litersmotorn.
Bilen lanserades 1989 och kostade då 18600 DDR-mark. Kostnaden för den inlicensierade motorerna utgjorde en betydande del av tillverkningskostnaden vilket gjorde att det inte fanns utrymme för så många andra förbättringar av den gamla modell 601. Efterfrågan var dock stor då väntetiden på en bil var lång i DDR. Drygt 30 000 fordon tillverkades. Tillverkningen upphörde då bilen i princip blev osäljbar sedan D-Marken införts i Östtyskland varvid västtillverkade bilar blev möjliga att köpa. Bilen relanserades som Fun Car och prissattes till bara 6000 D-Mark men gick ändå inte att sälja då den var för tekniskt underlägsen. 

## Versioner

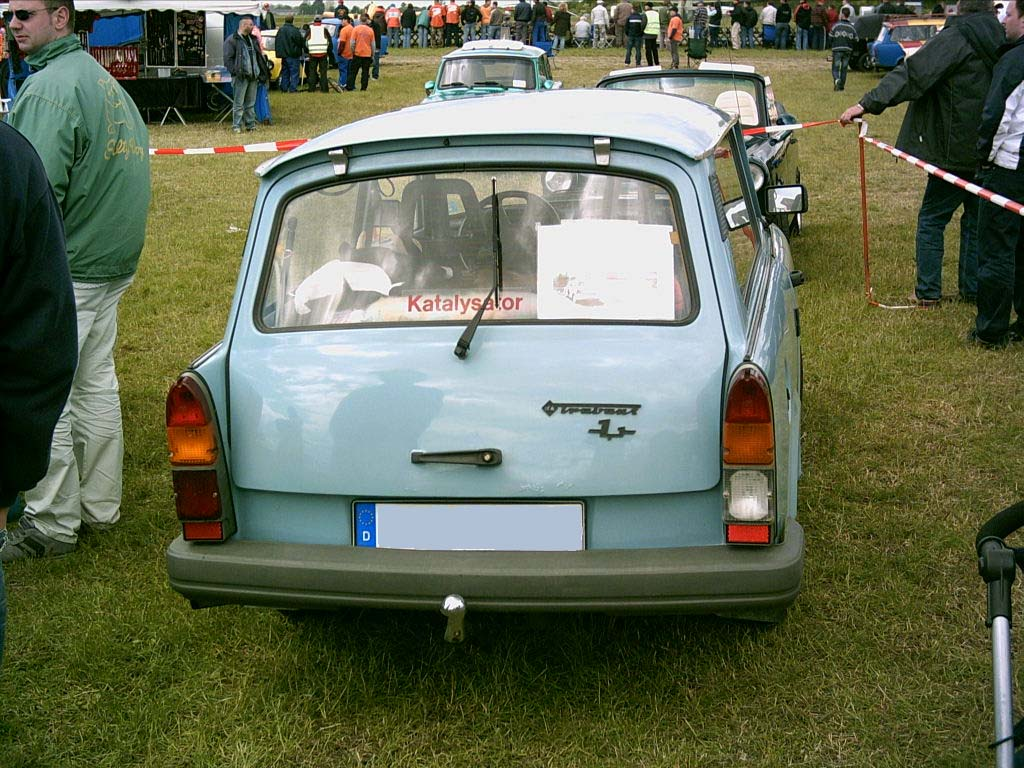
Trabant 1.1 Universal sedd bakifrån

Trabant 1.1 fanns i fyra olika versioner:
- Limousine, 2-dörrars kupémodell
- Universal, 3-dörrars-Kombibil
- Tramp, en öppen cabriolet med tygtak avsedd för militärt bruk som Kübelwagen
- Pick-up, liten tvådörrars pickup med flak